# 栗良平
栗良平（くり りょうへい；1954年—），生於北海道砂川市，本名伊藤貢，是一名日本小說家。
栗良平在高中畢業後任職於醫院，業餘時間收集四百多篇民間流傳的故事，並翻譯成各地方言，在日本全國展開說故事活動。他主要的作品有《紡織公主》、《又聽到二號汽笛》、《穿越戰國時代的天空》等，而最為人熟識的故事《一碗湯麵》於1988年发表，並大受好評。
栗良平曾自称畢業於北海道大学医学部，後來人們發現他並不是從這裡畢業。此外他还被揭露曾在滋贺县犯過寸借詐欺等罪行，此後他从公众视野中消失。
1994年，他在北海道的靜內町引诱一名已婚女性。他還在不同地方多次欺诈他人。

## 作品列表
- 栗良平作品集 第1-3集 栗子會 1988-1990（栗子童話系列）
- 一碗陽春麵 角川文庫 1992
- 一碗陽春麵 青冬社 1992